# Colin Muir Barber
El tinent general Sir Colin Muir Barber KBE, CB, DSO i Barra (27 de juny de 1897 - 5 de maig de 1964) va ser un oficial superior de l'exèrcit britànic que va lluitar tant a la Primera com a la Segona Guerra Mundial, on va comandar la 15a Divisió d'Infanteria (Escocesa) durant les seves accions al nord-oest d'Europa, des de l'agost de 1944 fins al Dia de la Victòria a Europa el maig de 1945. Barber tenia la reputació de ser l'oficial més alt de l'exèrcit britànic (amb 2,06 m), i per això es va guanyar el sobrenom irònic de "Tiny" (Petitó).

## Biografia
Nascut a Birkenhead, Cheshire, el 27 de juny de 1897, fill de John Barber, Colin Barber va estudiar a l'Uppingham School.
Durant la Primera Guerra Mundial, va servir amb el Liverpool Scottish de l'exèrcit britànic a França i Bèlgica. El 29 de març de 1918, va ser nomenat sotstinent dels Queen's Own Cameron Highlanders, i va continuar servint a França i Bèlgica amb el 1r Batalló fins al final de la guerra.

### Entre les guerres
Barber va continuar servint a l'exèrcit durant el període d'entreguerres 1919-1939, servint a l'Índia. Va ser ascendit a capità el 31 de gener de 1925 i se'l va esmentar en despatxos el 13 de març per al servei a Waziristan. Després va assistir a l'Escola d'Estat Major de Quetta de 1929 a 1930, on es va graduar amb distinció. En tornar a Gran Bretanya, va tenir diversos nomenaments d'estat major, principalment dins del Comandament Escocès de l'Exèrcit Britànic . El 1936, després d'una breu destinació a Palestina durant les primeres etapes de la revolta àrab, va ser ascendit a major l'11 de març de 1937 i nomenat a l'Estat Major General com a Oficial de l'Estat Major de Grau 2 (GSO2).

### Segona Guerra Mundial
El 1940, durant la Segona Guerra Mundial, va estar amb la 51a Divisió d'Infanteria (Highland) de la Força Expedicionària Britànica (BEF) a França, on va comandar el 4t Batalló, Cameron Highlanders, i va ser guardonat amb l'orde del Servei Distingit (DSO) i de nou esmentat en despatxos.

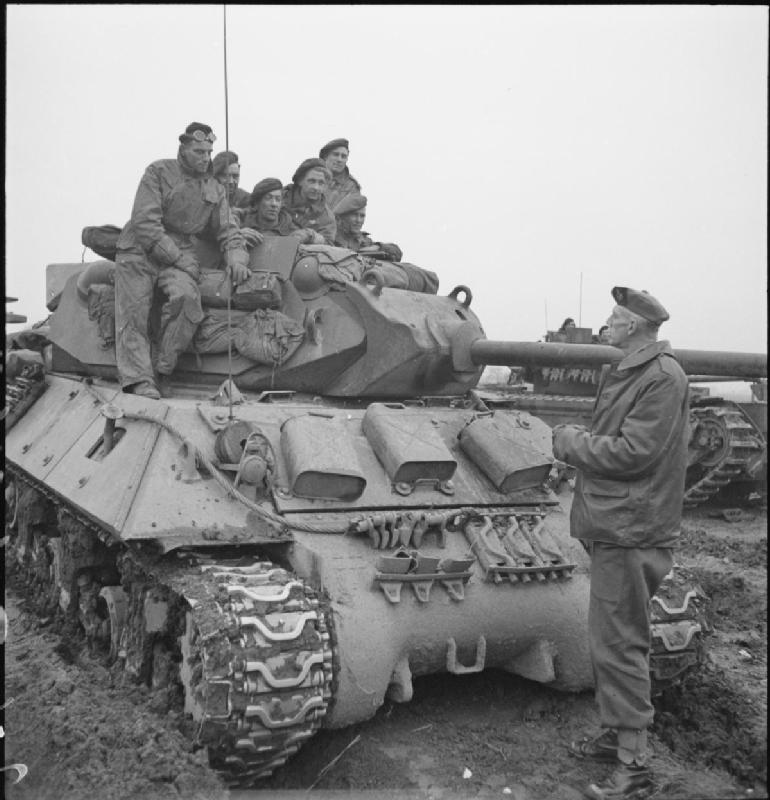
El general de divisió C. M. Barber conversant amb la tripulació d'un destructor de tancs Achilles de 17 lliures prop de Goch, el 20 de febrer de 1945

A partir del març de 1941, Barber va tornar a l'Estat Major General com a GSO1, fins que va prendre el comandament, a l'octubre, de la 46a Brigada d'Infanteria (Highland), liderant-la durant la batalla de Normandia a l'estiu de 1944. A partir del 3 d'agost de 1944, Barber, quan va ser ascendit a major general en funcions, va comandar la 15a Divisió d'Infanteria (Escocesa) durant la resta de la campanya al nord-oest d'Europa fins al final de la Segona Guerra Mundial a Europa el maig de 1945. En aquesta campanya, la 15a Divisió va tenir la distinció de liderar els tres grans encreuaments fluvials del Sena, el Rin i l'Elba i Barber va ser guardonat amb una barra per al seu Orde del Servei Distingit.

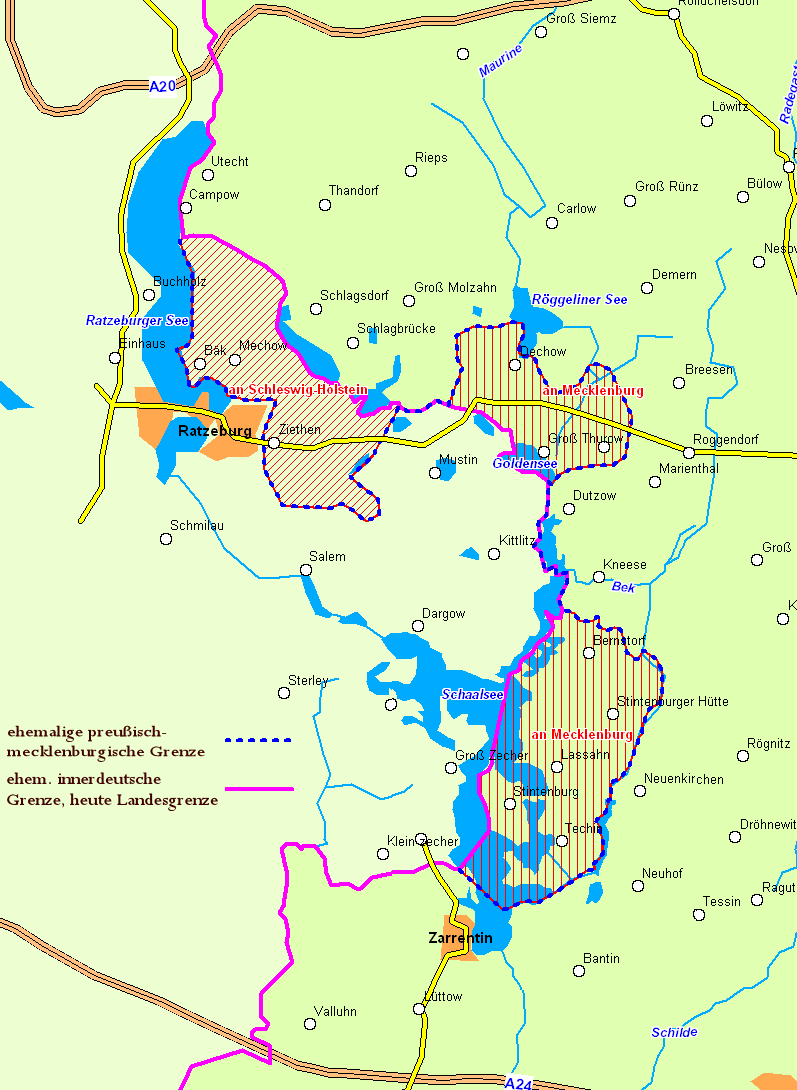
Els pobles redistribuïts per l'Acord de Barber Lyashchenko.

El 13 de novembre de 1945, mentre actuava com a representant del Comandant en Cap de l'Exèrcit Britànic del Rin, Barber i el general soviètic Nikolai Grigorièvitx Liaixtxenko van signar l'Acord Barber Liaixtxenko a Gadebusch, que va reubicar alguns municipis al llarg de la frontera nord entre la zona soviètica i la britànica de l'Alemanya ocupada pels aliats. Així, alguns suburbis orientals de Ratzeburg, com ara Ziethen in Lauenburg, Mechow, Bäk i Römnitz van passar a formar part del districte del Ducat de Lauenburg (zona britànica), mentre que els municipis lauenburgians de Dechow, Groß i Klein Thurow (ara parts components de Roggendorf), així com Lassahn (ara part component de Zarrentin am Schaalsee), van ser cedits al districte adjacent de Mecklenburg (zona soviètica). El redestinament es va completar el 26 de novembre, i les respectives forces d'ocupació havien de retirar-se fins al 28 de novembre al seu nou territori zonal. Les forces d'ocupació britàniques van proporcionar tots els habitants dels pobles que havien de ser cedits a la zona soviètica per ser evacuats, si així ho desitjaven, inclosos tots els seus béns mobles mitjançant vehicles proporcionats per les forces britàniques. Totes les persones desplaçades (normalment anteriorment treballadors forçats sota el domini nazi anterior) d'aquests pobles i altres estrangers eventuals, excepte els ciutadans soviètics entre ells, havien de ser obligatòriament traslladats, mentre que els desplaçats soviètics haurien de quedar-s'hi.

### Postguerra

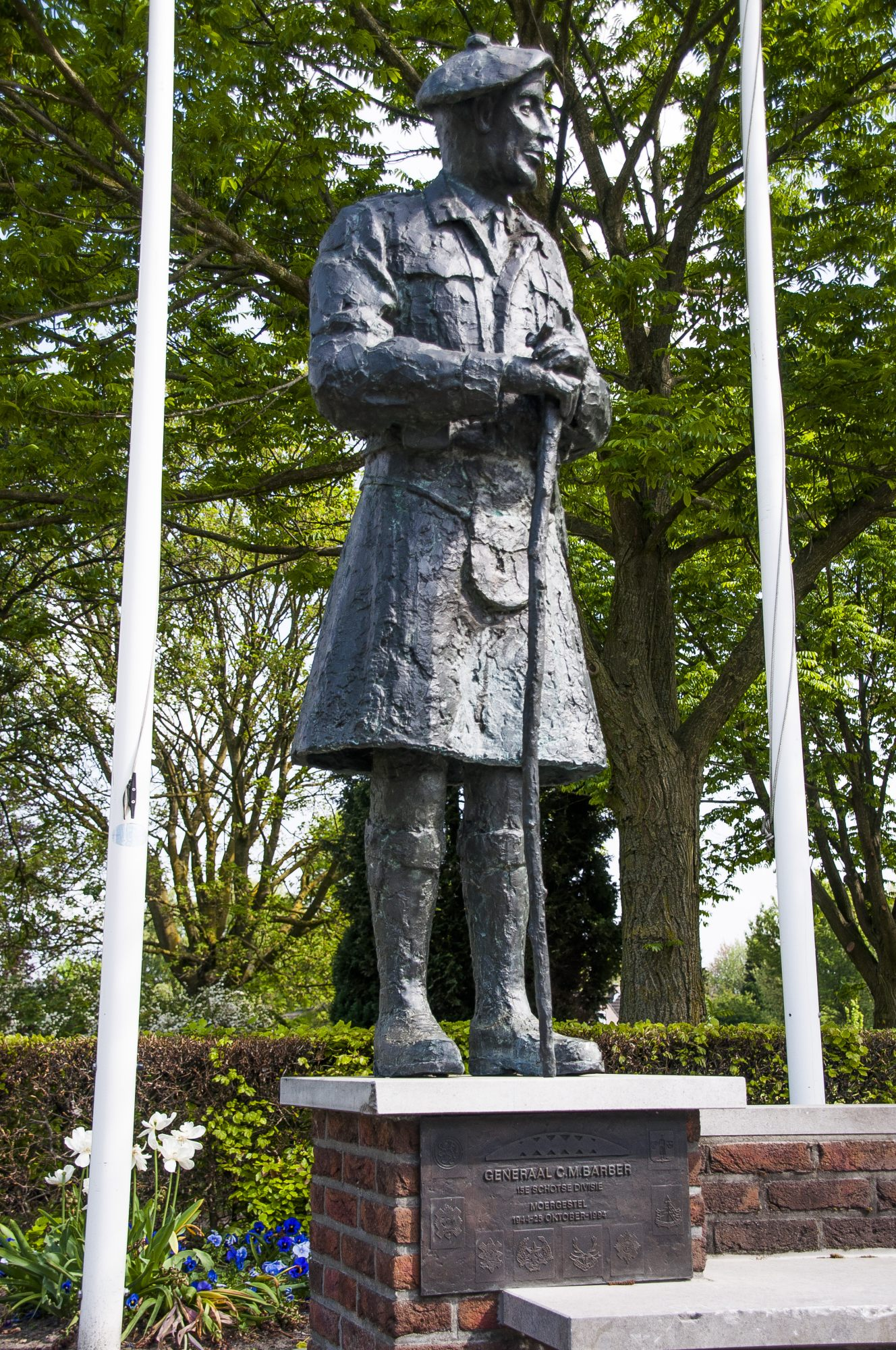
Monument als caiguts amb estàtua del tinent general Sir Colin Barber a Moergestel, Països Baixos.

Després de la guerra, Barber va comandar el districte de Highland entre 1946 i 1949, quan va esdevenir director d'infanteria i entrenament militar a l'Oficina de Guerra. Barber va ser ascendit a tinent general el 27 de febrer de 1952 i nomenat oficial general comandant en cap del Comandament Escocès i governador del castell d'Edimburg. Es va retirar de l'exèrcit el 28 de març de 1955.
El tinent general Sir Colin Barber va morir el 5 de maig de 1964. El 22 de maig de 1964 es va celebrar un servei commemoratiu a Canongate Kirk (The Kirk of Holyroodhouse). Hi ha una placa commemorativa per al tinent general Barber, com a comandant de la 15a Divisió d'Infanteria Escocesa que va alliberar Tourville el juny de 1944.
Es va casar dues vegades, la primera, el 1929, amb Mary Edith Nixon. La parella va tenir un fill i una filla; Mary va morir el 1949. La seva segona esposa va ser la senyora Anthony Milburn.

## Dates de promoció
Tinent de 2a - 29/03/1918, antiguitat 25/10/1916
 Tinent - 25/04/1918
 Capità - 31/01/1925
 Major - 11/03/1937
 Tinent Coronel - 04/11/1940 (en funcions: 22/07/1940-03/11/1940)
 Coronel - 30/06/1943 (en funcions: 26/03/1941-25/09/1941)
 Brigadier -  (en funcions 20/10/1941-19/04/1942)
 Major General - 03/08/1945 (en funcions: 03/08/1944-02/08/1945)
 Tinent General - 27/02/1952

## Condecoracions
Cavaller Comandant de l'orde de l'Imperi Britànic - 1952
 Company de l'orde del Bany - 05/07/1945
 Company de l'orde del Servei Distingit amb Barra
 Company de l'orde del Servei Distingit - 11/07/1940
 Barra a l'orde del Servei Distingit - 19/10/1944
 5 Mencions als Despatxos - 13/03/1925, 20/12/1940, 22/03/1945, 10/05/1945, 08/11/1945
 Medalla Britànica de la Guerra 1914-20
 Medalla de la Victòria 1914-1918
 Medalla del Servei General a l'Índia amb barra Waziristan 1921–24 amb insígnia de Menció als Despatxos
 Medalla del Servei General amb barra Palestina 1936-39
 Estrella de 1939-45
 Estrella de França i Alemanya
 Medalla de la Guerra 1939-1945 amb insígnia de Menció als Despatxos
 Comandant de l'orde de la Corona (Bèlgica) – 9/10/1945
  Creu de Guerra (Bèlgica)